# Вулиця Верхратського (Львів)
Вулиця Верхра́тського — вулиця у Личаківському районі міста Львова, у місцевості Личаків. Сполучає вулиці Патріарха Димитрія Яреми та Чернігівську.

## Історія
Вулиця виникла на початку XX століття. Не пізніше 1904 року отримала назву Гофмана бічна, а наступного, 1905 року — Ґоломба, на честь архітектора Анджея Ґоломба. Протягом німецької окупації, від 1943 року до липня 1944 року, мала назву Рьонтґенґассе. Сучасну назву вулиця має з 1946 року, на честь українського мовознавця та природознавця Івана Верхратського, який працював та був похований у Львові.

## Забудова
Вулиця забудована здебільшого триповерховими будинками у стилі віденського класицизму та сецесії (єдиним п'ятиповерховим будинком є будинок під № 10, надбудований пізніше, 1923 року). Цілісність та завершеність архітектурного ансамблю вулиці пояснюється тим, що його єдиним автором був львівський архітектор Анджей Ґоломб, який протягом 1887—1903 років споруджував житлові будинки у Личаківській дільниці Львова.
Забудова вулиці почалася у 1899 році та проходила у два етапи. До 1903 року під керівництвом А. Ґоломба розбудовувався непарний бік вулиці, провідним стилем тут є еклектизм. По смерті архітектора забудова вулиці тривала. Були зведені кам'яниці № 7—15 та забудовано парний бік вулиці, проте тут уже переважає пізня сецесія. У під'їзді будинку № 9 збереглися намальовані арабески.

## Особи, пов'язані з вулицею Верхратського
У будинку № 3 мешкав письменник Пилип Свистун, у будинку № 6 — польська письменниця та актриса Габріеля Запольська, у будинку № 7 — етнограф та композитор Філарет Колесса.
У будинку № 8 мешкав Іван Верхратський, який був власником цієї кам'яниці. Будинок внесений до реєстру пам'яток архітектури місцевого значення під охоронним № 1209-м. Також тут мешкав польський історик Людвік Кубаля, український літературознавець Василь Щурат (кв. № 2)
Будинок № 10 за польських часів належав домовласнику Бернарду Раппопорту. На третьому поверсі будинку, у квартирі № 7 — мешкали письменниці Ольга Дучимінська та Ірина Вільде.
У будинку під № 11а мешкає композитор Валерій Квасневський.
За часів Польської республіки у житловому будинку № 15 була контора Родаковського зі встановлення водотягів.

## Галерея

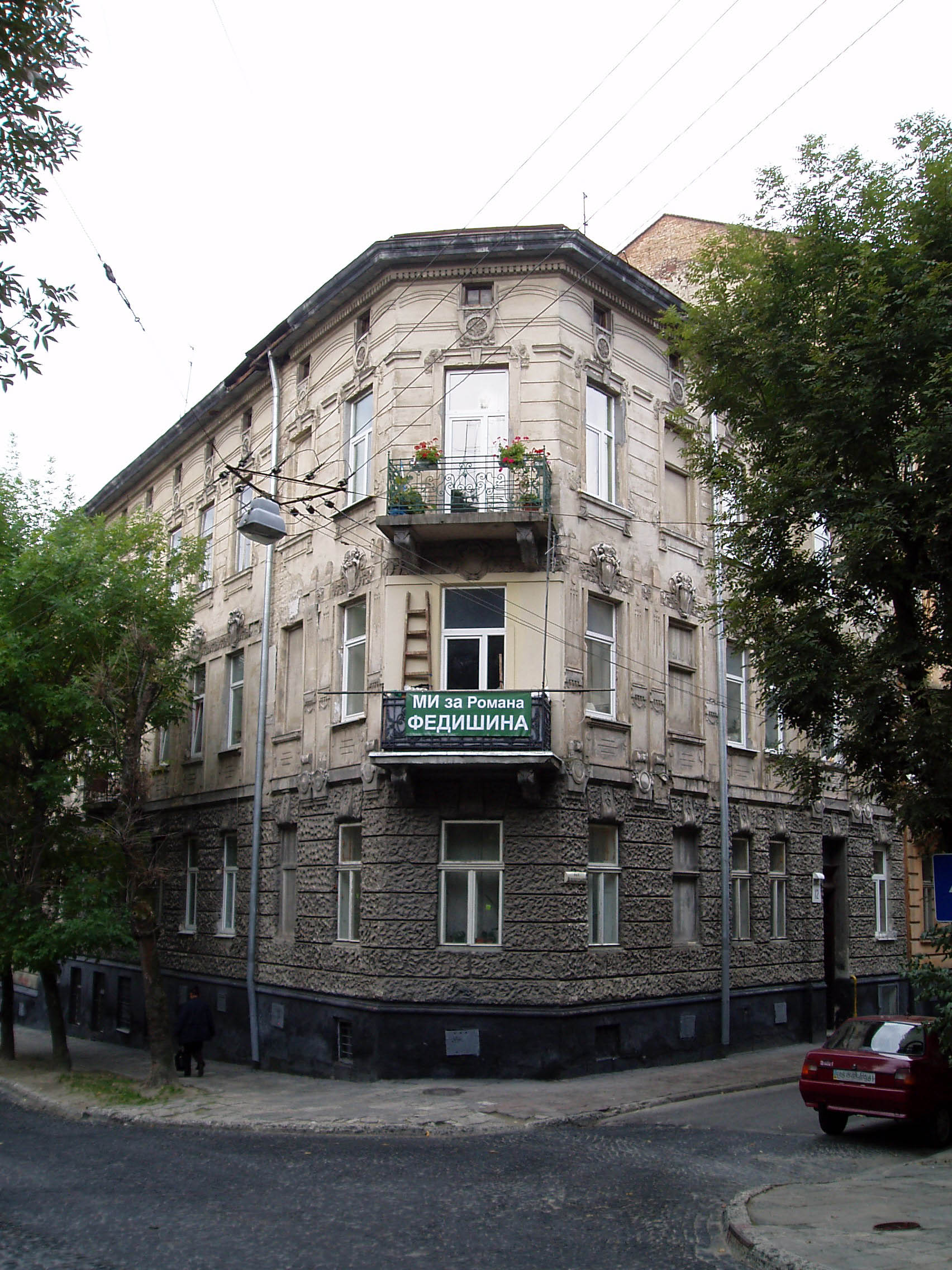
Будинок № 12
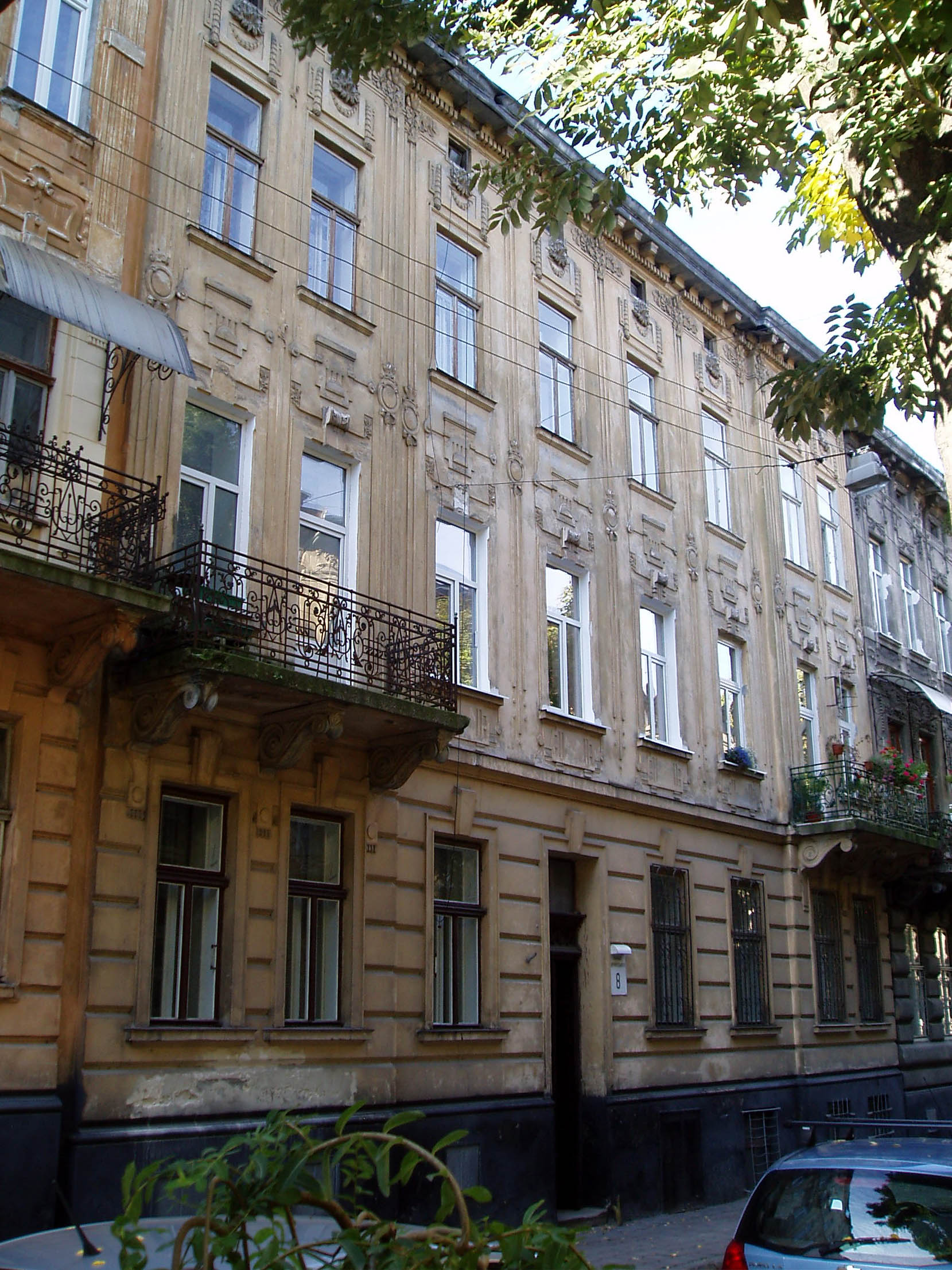
Будинок № 8